# Comitas kaderlyi
Comitas kaderlyi is een slakkensoort uit de familie van de Pseudomelatomidae. De wetenschappelijke naam van de soort is voor het eerst geldig gepubliceerd in 1872 door Lischke.